# 낮은 전압 차분 신호

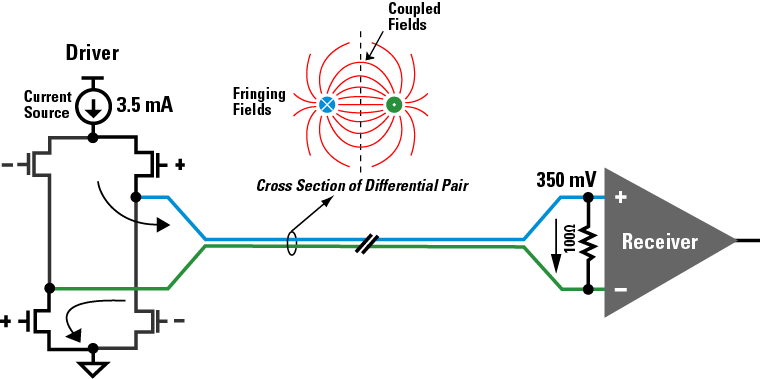
기본 LVDS 동작

낮은 전압 차등신호(Low voltage differential signaling, LVDS, 저전압 차등 시그널링)는 저렴한 연선 구리 케이블에 고속으로 동작이 가능한 전기적 신호 시스템이다. 1994년에 소개되었으며, 컴퓨터에 널리 보급되면서, 고속 네트워크와 컴퓨터 버스의 형태로 자리잡았다. 

## 차등신호 대 단일 신호
LVDS는 차등신호 시스템으로, 송신기에서 서로 다른 2개의 전압을 전송하는 것을 의미하고, 수신기에서 이신호를 비교한다.
LVDS는 정보 부호화에 두 전선간의 전압차를 사용한다. 송신기는 적은 전류를 소모하며, 일반적으로 3.5 mA를 소모하고,
전선수나 전송하는 논리 레벨에 따라 달라진다. 전류는 수신기 끝단에 있는 100 ~ 120 Ω 저항(케이블의 특성 임피던스를 맞춤)을 통과하며 소모되며,
다른 전선을 따라서 반대방향으로 되돌아간다. 옴의 법칙에 의해서, 저항 사이에 걸리는 전압은 대략 350 mV이다.
수신기는 이 전압의 극성을 감지하여 논리 레벨을 판단한다. 신호의 형태는 전류 루프라고 불린다.
LVDS는 신호의 진폭이 작고 두 연선이 전자기적으로 잘 결합되어 있기 때문에 방사되는 전자기적 잡음과 이에 따른 전력 소모가 작다.
일반모드 전압이 약 1.25V(연선 전압의 평균)로 낮은 수준이므로, LVDS는 2.5V 이하의 저전압 IC에 다양하게 적용할 수 있다.
350 mV의 낮은 차분 전압은 LVDS가 다른 시스템보다 적은 전력을 소모하게 한다.
예를 들면, LVDS 부하 저항에서의 정적 전력 소모는 1.2 mW이지만, RS-422 신호의 부하 저항에 의한 전력 소모는 90 mW이다.
부하 저항이 없으면, 모든 데이터 비트에 대해 전체 전선의 부하를 걸거나 제거해야 한다.
고속 주파수와 부하 저항을 사용하면, 하나의 비트가 전선(광속으로 전송하는 동안)의 한 부분에만 걸치기 때문에 좀 더 전력효율이 좋다.
로직 레벨:
| Vee | VOL   | VOH   | Vcc       | VCMO  |
| GND | 1.0 V | 1.4 V | 2.5–3.3 V | 1.2 V |

LVDS만 차분 신호 시스템에 사용되는 것은 아니다. 다른 차분 신호 시스템 목록은 차분 신호에 있다. 다만 현재는 LVDS만이 저전력과 고속 전송을 실현할 수 있다.

## 응용
LVDS는 1990년대 중반 이후에 대중화되었다. 이전에는, 컴퓨터가 빠른 데이터 전송 같은 것을 하기에 매우 느렸고, 빠른 속도의 데이터폭 만큼 라인폭을 두배로 늘려서 운용하면 되었다. 멀티미디어나 슈퍼컴퓨터 사용자는 많은양의 데이터 전송과 수미터만큼 긴 라인(사례로, 디스크 드라이브에서 워크스테이션으로)의 필요성이 LVDS를 널리 보급하게 된다.
컴퓨터 버스에 사용되는 LVDS의 2가지는 하이퍼트랜스포트와 파이어와이어가 있으며, 어느 쪽이든 측정가능한 일관된 상호연결(SCI)이 주도해온 이전-퓨쳐버스 워크에 기원을 두고 있다. LVDS는 고속 전송과 긴케이블을 보장하는 SCSI 표준(울트라2 SCSI 이후 버전)을  지원한다. 직렬 ATA, 급속입출력(RapidIO)와 스페이스와이어는 고속 전송이 가능한 LVDS로 개발되었다.
LVDS는 영상 장치로부터 컴퓨터 모니터에 영상 데이터를 전송할 수도 있으며, 몇 평판 패널에 FPD-링크(Flat Panel Display Link) 나 공개된 낮은 전압 차분 신호 디스플레이 인터페이스(OpenLDI) 표준에 사용된다. 이러한 표준은 최대 112 Mhz 화소 클럭이 가능하며, 60 Hz 프레임에서 1400 x 1050 (SXGA+)를 만족시킨다. 이중 링크는 60 Hz 프레임에서 최대 2048 x 1536 QXGA 해상도까지 끌어올린다. FPD-링크는 5 m 이하의 케이블에서 동작하고, 낮은 전압 차분 신호 디스플레이 인터페이스(LDI)에서는 10 m까지 확장할 수 있다.

## 병렬 LVDS
직렬 데이터 통신은 그렇게 빠르지 않기 때문에 데이터는 각 비트나 바이트마다 (PCI 익스프레스나 하이퍼트랜스포트와 같이) LVDS 페어를 이용하여 병렬 형태로 전송할 수 있다. 이러한 시스템을 병렬 LVDS로 부른다.

## 다중 LVDS
직렬 데이터 전송이 빠르지 않을 때, 몇 비트 혹은 바이트(PCI 익스프레스)처럼 LVDS 병렬 형태의 전송을 할 수 있다. 이 시스템은 컴퓨터 버스 LVDS나 BLVDS라고 부른다. 표준 LVDS 송신기는 점대 점연결로 설계되었지만, 다중 터미널에 입력이 가능하도록 고전류 출력으로 개선된 LVDS 송신기를 사용하여 바이트 버스 시스템을 만들 수 있다. 버스 LVDS와 ([[텍사스 인스트루먼츠]의 )LVDM은 de facto 다중 LVDS 표준이다. 다중 LVDS (MLVDS)는 미국 통신 산업 협회 (TIA) 표준 (TIA-899)이고, 시차를 위한 진보된 통신 계산 구조(AdvancedTCA)에 사용되도록 발전하였다.
MLVDS는 두 가지 형식의 수신기가 있다. 형식1은 LVDS와 거의 호환되고 0V 스레시홀드를 사용한다. 형식2는 개방 회로와 단락 회로같은 다양한 오류를 지속적으로 처리하는 100mV 스레시홀드를 사용한다. MLVDS의 전압:
| 입력 최소/최대 | 일반모드 출력 최소/최대 | 출력 진폭 최소/최대 |
| -1.4 / 3.8 V   | 0.3 / 2.1 V             | 0.480 / 0.650 V     |

## SCI-LVD
현재의 LVDS 형태는 신속한 시도로 앞서나가기 시작한 SCI-LVD는, IEEE 1596.3 표준의 특징이 있는 측정가능한 일관된 상호연결 (SCI)의 한 부분에 속한다. 상호연결된 다중 프로세서 시스템을 위해 설계되었다.

## 표준
미국 표준 학회(ANSI)/미국 통신 산업 협회(TIA)/미국 전자 산업 협회(EIA-644-A)(2001년에 발표됨)에서 LVDS 표준을 정의했다. 구리 연선에 최대 655 Mbit/s 전송률이 제안되었지만, 이상적인 전송매체에는 1.9 Gbit/s 이상의 속도가 가능하다고 예상되었다.

## 같이 보기
- 장치 대역폭 목록